# Sagas de San Magnus
Las sagas de San Magnus (nórdico antiguo: Magnúss saga) son dos sagas nórdicas independientes sobre Magnus Erlendsson, más conocido como San Magnus de las Orcadas:
- Magnúss saga Eyjajarls skemmri, o saga corta de San Magnus. De autor anónimo, la primera parte es poco más que un sumario de la saga Orkneyinga pero más precisa a medida que avanza las citas hacia la segunda mitad de la obra, la sección que trata sobre la figura del santo. Se conserva en el manuscrito AM235 fol. (c. 1400).[1]

- Magnúss saga lengri, o saga larga de San Magnus. La obra se atribuye a Bergr Sokkason, abad de Munkaþverá, Islandia, en el siglo XIV. En parte también se basa en la saga Orkneyinga e incluye amplias secciones traducidas del latín por Roberto de Cricklade, un prior de Oxford del siglo XII. Solo se conserva en copias de tres manuscritos del siglo XVII: AM 350 4.º., AM 351 4.º y AM 352 4.º.[2]